# One Love (chanson de Prodigy)
Pour les articles homonymes, voir One Love.
Singles de Prodigy
Wind It Up (Rewound)
(1993) No Good (Start the Dance)
(1994)
One Love est une chanson du groupe britannique Prodigy parue en single le 4 octobre 1993 et ensuite sur l'album Music For the Jilted Generation sorti le 4 juillet 1994.
Le single a débute à la 12e place au Royaume-Uni la semaine du 10 au 16 octobre 1993 et a atteint sa meilleure position, la 8e, une semaine plus tard.

## Classements
| Classement (1993)              | Meilleure position |
| ------------------------------ | ------------------ |
| Royaume-Uni (UK Singles Chart) | 8                  |